# کاخابامبا (پرو)
کاخابامبا (به اسپانیایی: Cajabamba) یک منطقهٔ مسکونی در پرو است که در Cajabamba District واقع شده‌است. کاخابامبا ۲٬۶۵۴ متر بالاتر از سطح دریا واقع شده‌است.